# Grenz- und Garnisonsstadt Elvas mit ihren Befestigungen
Grenz- und Garnisonsstadt Elvas mit ihren Befestigungen ist die Bezeichnung für ein im Jahr 2012 von der UNESCO erklärtes Weltkulturerbe in Portugal. Das nach der Wiedererlangung und zum Erhalt der Unabhängigkeit des Landes (1640) im 17. bis 19. Jahrhundert zur Festungsstadt ausgebaute Elvas beherbergt die größten erhaltenen Bollwerk-Befestigungsanlagen der Welt. Innerhalb der Stadtmauern befinden sich neben Kasernen und anderen Militärgebäuden auch Kirchen und Klöster, die teilweise selbst eine militärische Funktion ausübten. Die Befestigungsanlagen wurden vom Jesuitenpater Cosmander entworfen und repräsentieren das weltweit besterhaltene Beispiel holländischer Festungsbaukunst. Das ebenfalls zum Welterbe gehörende Amoreira-Aquädukt spielte bei Belagerungen für die Versorgung der Stadt eine Schlüsselrolle.

## Kulturhistorische Einordnung
Die Überreste der einstigen Kriegsfestung bilden „eine außergewöhnliche militärische Landschaft mit optischen und funktionalen Beziehungen zwischen den einzelnen Bestandteilen, die die Entwicklungen von holländischer, italienischer, französischer und britischer Militärarchitektur und -technologie in Theorie und Praxis verkörpern“.
Die Aufnahme von Elvas in die Welterbeliste begründete die UNESCO mit „dem außergewöhnlichen Beispiel einer Garnisonsstadt und ihrem Bollwerk-Verteidigungssystems, das sich als Antwort auf die Störungen der europäischen Machtverhältnisse im 17. Jahrhundert entwickelte“. Elvas repräsentiere „die universalen Ambitionen europäischer Staaten im 16. und 17. Jahrhundert nach Autonomie und Land“.

## Überblick
Die Garnisonsstadt Elvas liegt in einer von Flüssen und sanften Hügeln geprägten Landschaft an der portugiesisch-spanischen Grenze zwischen den Hauptstädten Lissabon und Madrid. Die strategisch wichtige Lage führte zwischen dem 17. und 19. Jahrhundert zu einer umfangreichen Befestigung mit Bollwerk-Befestigungsanlagen und einem auf den umliegenden Hügeln errichteten Festungsgürtel.
Der 1643 begonnene Gürtel besteht aus zwölf einzelnen Forts, die sich in Form eines unregelmäßigen Polygons rund um das zentrale Kastell verteilen. Die steil geneigten Bollwerke der Stadt sind von einem Trockengraben und einer Kontreeskarpemauer umgeben und werden darüber hinaus durch mehrere Ravelins geschützt. Der holländische Jesuit Cosmander entwarf die Wehranlagen und griff dabei auf theoretische Vorarbeiten von Samuel Marolois zurück, der zusammen mit Simon Stevin und Adam Freitag als Begründer der holländischen Schule im Festungsbau gilt.
Im 18. Jahrhundert wurden als Antwort auf größere Artillerie-Reichweiten das Fort von Graça und vier kleinere Forts im Westen der Stadt errichtet.

### Liste der Welterbestätten
| ID       | Name                                   | Lage  | Fläche in ha | Beschreibung | Bild                           |
| -------- | -------------------------------------- | ----- | ------------ | --- | ------------------------------ |
| 1367-001 | Amoreira-Aquädukt                      | Karte | 0,81         | Das Amoreira-Aquädukt hat von der Hauptquelle bis zum Largo da Misericórdia eine Gesamtlänge von 7504 Metern. 843 Bögen auf einer Länge von 1113 Metern im Tal von São Francisco erreichen in bis zu vier Schichten eine Höhe von 31 Metern. Ein Abschnitt der Wasserleitung verläuft unterirdisch bis zu einer Tiefe von 6 Metern. | Amoreira-Aquädukt              |
| 1367-002 | Historisches Zentrum                   | Karte | 125,43       | Das historische Zentrum mit dem Kastell, Überresten der Stadtmauer sowie zivilen und religiösen Gebäuden bezeugt die Entwicklung von drei befestigten Städten zwischen dem 10. und 14. Jahrhundert. Beim Ausbau zur Garnisonsstadt während des Restaurationskrieges (1641–68) entstanden die großen Bollwerk-Befestigungsanlagen und eine Vielzahl von Militärgebäuden.                                                                  | Historisches Zentrum von Elvas |
| 1367-003 | Fort von Santa Luzia mit gedecktem Weg | Karte | 19,71        | Das sternförmige Fort von Santa Luzia wurde zwischen 1641 und 1648 auf einem Felsvorsprung 410 Meter südöstlich der Stadtfestung errichtet und ist mit dieser durch einen breiten gedeckten Weg verbunden. Das Fort wurde von zwei Verteidigungslinien mit zwei Trockengräben geschützt. Im Inneren der Festung ist ein Militärmuseum und die zentrale Redoute mit Pulvermagazinen, einer Kapelle und dem Gouverneurshaus untergebracht. | Fort von Santa Luzia           |
| 1367-004 | Fort von Graça                         | Karte | 11,25        | Das Fort wurde 1763 auf dem 404 Meter hohen Monte da Graça etwa 1 km nördlich der Stadt errichtet. Es besteht aus drei Hauptverteidigungslinien mit zwei Hauptgräben. Innerhalb des Forts befinden sich Kasernengebäude, Pulvermagazine, Lagerhäuser, Zisternen, Offiziersquartiere und ein zweistöckiges Gouverneurshaus im Rokokostil. In der zentralen Redoute wurden im 19. Jahrhundert Messen abgehalten.                           | Fort von Graça                 |
| 1367-005 | Fortim de São Mamede                   | Karte | 7,96         | Die auf einem kleinen Hügel erbaute Fortim de São Mamede kontrollierte den südöstlichen Hang vom Santa-Luzia-Fort. Die Kleinfestung war mit einem Graben, einem Wachhaus, einem Pulvermagazin und einem kleinen Lagerhaus ausgestattet. |                                |
| 1367-006 | Fortim de São Pedro                    | Karte | 1,98         | Die Fortim de São Pedro südlich von Elvas diente gleichzeitig zur Verteidigung der Stadt und von Fort Santa Luzia. Sie wurde von zwei Traversen und einem Graben geschützt. | Fortim de São Pedro            |
| 1367-007 | Fortim de São Domingos                 | Karte | 12,20        | Die Fortim de São Domingos wurde westlich der Stadt zur Verteidigung des Aquäduktes angelegt. Neben den Mauern und einem Graben dienten drei Traversen zum Schutz. |                                |